# Teucholabis nepenthe
Teucholabis nepenthe är en tvåvingeart som beskrevs av Alexander 1947. Teucholabis nepenthe ingår i släktet Teucholabis och familjen småharkrankar. Inga underarter finns listade i Catalogue of Life.